# Пофабро (Порденоне)
Пофабро је насеље у Италији у округу Порденоне, региону Фурланија-Јулијска крајина.
Према процени из 2011. у насељу је живело 181 становника. Насеље се налази на надморској висини од 484 м.